# Nicolò Miglani
Nicolò Miglani foi um diplomata veneziano e oficial colonial nas décadas de 1260 e 1270.
Em 1268–69 ele foi castelão de Coron na Morea, com Nicolò Navigajoso, que provavelmente era o mais velho dos dois. Ele serviu como Bailo de Negroponte em 1271–72, e então foi nomeado como enviado veneziano à Sérvia (Rascia) em 1275 com Navigajoso, depois de o rei sérvio Estêvão Uresis I ter atacado a Ragusa.